# El Bejuco, Michoacán de Ocampo
El Bejuco är en ort i Mexiko.   Den ligger i kommunen Tepalcatepec och delstaten Michoacán de Ocampo, i den södra delen av landet, 400 km väster om huvudstaden Mexico City. El Bejuco ligger 318 meter över havet och antalet invånare är 243.
Terrängen runt El Bejuco är platt norrut, men söderut är den kuperad. Runt El Bejuco är det ganska glesbefolkat, med 30 invånare per kvadratkilometer. Närmaste större samhälle är Tepalcatepec, 12,6 km norr om El Bejuco. Trakten runt El Bejuco består till största delen av jordbruksmark.